# تشاه جلال (دلغان)
تشاه جلال (بالفارسية: چاه جلال) هي منطقة سكنية تقع في سيستان وبلوتشستان في إيران. يقدر عدد سكانها بـ 37 نسمة .